# Alex Gard
Alex Gard, né Alexeï Kremkov (en russe : Алексей Кремков), né à Kazan (Empire russe) en 1900 et mort à New York (États-Unis) le 1er juin 1948, est un caricaturiste et illustrateur russe et américain.

## Biographie
Alexeï Kremkov est diplômé de l'École navale de Saint-Pétersbourg.
Pendant la Première Guerre mondiale, il sert un an sur un destroyer, et se fait bien connaître de ses camarades en dessinant des caricatures entre les périodes de combat.
Après la révolution bolchévique, il quitte la Russie. Il se rend au Japon, en Chine, en Égypte et, enfin, trouve asile en France. Il vit à Nice, puis à Paris. Il recommence ses études et commence à travailler dans des journaux et revues français, comme: Sur la Riviera, Le Matin, Fantasio, Le Sourire, etc.
En 1925, il part pour les États-Unis, où il travaille dans la presse de New York (la revue The New Yorker, le journal The New York Herald Tribune) et se fait connaître par ses caricatures d’acteurs célèbres. À New York, il y a à cette époque beaucoup d'émigrés russes et Alex Gard se lie à cette immigration russe. Il peint un rideau pour le théâtre russe Letoutchaïa mych (ru) (La Chauve-souris) qui reprend le nom du théâtre burlesque fondé naguère à Moscou avec les acteurs du MKhT de Stanislavski. Le fondateur du Letoutchaïa mych est Nikita Baliev (ru) qui recrée donc son propre théâtre en exil.
Alex Gard a publié plusieurs livres de caricature, mais il n'avait pas de revenu permanent. Il vécut ses dernières années à New York (quartier East) à la 72e rue et dessinait des portraits et des caricatures-charges des clients du Sardi's restaurant (en)) et en échange, il bénéficait d'un dîner gratuit au restaurant.
Il s'est effondré dans la rue et est mort pendant son transport à l’hôpital Roosevelt en 1948.
Sa collection comprend environ 700 dessins: ce sont des portraits de personnages célèbres du spectacle : Nikita Balieff, l’actrice australienne Judith Anderson, la chanteuse et pianiste Yvonne Arnaud, l’actrice Bobbe Arnst, le créateur de l’orchestre de jazz Paul Ash, l’actrice américaine Edith Atwater, l’actrice et chanteuse américaine Pearl Bailey, l’acteur Ted Healy, l’acteur Richard Boleslawski, la ballerine Irina Baranova, les danseurs Leon Danielian, David Lichine, Tatiana Riabouchinska, le producteur Winthrop Ames, l’acteur Leslie Howard, l’actrice Josephine Hull etc. Aujourd'hui, cette collection se trouve à la New York Public Library.

## Écrits
- Ballet Laughs (New York: The Greystone Press, 1941)
- Sailors in Boots (New York: C. Scribner's sons, 1943)
- Getting Salty (New York: Charles Scribner's Sons, 1944)
- Sick Bay (New York: C. Scribner's, 1945)
- More Ballet Laughs (New York: C. Scribner's Sons, 1946)
- Stars Off Gard (New York: C. Scribner's Sons, 1947)